# Keith Deller
Keith Kelvin Deller, MBE (* 24. Dezember 1959 in Ipswich) ist ein englischer Dartspieler und ehemaliger BDO-Weltmeister.

## Karriere
Deller gewann als damals vollkommen unbekannter Außenseiter 1983 die Embassy World Professional Darts Championship. Dabei war er der erste Qualifikant, der jemals die Weltmeisterschaft gewinnen konnte, und lange Zeit der jüngste Darts-Weltmeister der Geschichte. Im knappen Finale schlug er mit 6:5 Eric Bristow. Im Finale zeigte Deller dabei Nervenstärke, da er beim Stand von 5:5 Sets 138 Punkte über Triple-20, Triple-18, Doppel-12 zum Match-Gewinn checkte, als Gegner Bristow bei 50 verbliebenen Punkten sich 32 Punkte Rest stellte, anstatt auf das Bulls-Eye zu zielen. Dieses Finish wird seitdem nach ihm Keith-Deller-Finish genannt. Im Folgejahr scheiterte die Titelverteidigung jedoch bereits zum Auftakt gegen Nicky Virachkul. Dafür erreichte er bei den World Masters das Finale. 
1993 war er einer der Spieler, die sich von der British Darts Organisation (BDO) lösten und ihren eigenen Verband, die World Darts Council (WDC), gründeten. Später wurde der Verband in Professional Darts Corporation (PDC) umbenannt. 1998 war ein sehr erfolgreiches Jahr für Deller mit der Halbfinalteilnahme bei der Weltmeisterschaft und dem World Matchplay. Im Folgejahr kam er beim World Grand Prix noch einmal ins Viertelfinale. Die großen Erfolge blieben aber im Anschluss aus, sodass sein erstes großes Turnier auch sein erfolgreichstes blieb. 2001 gab es für ihn noch einmal ein Viertelfinale bei der Weltmeisterschaft.
Deller war Manager des zweimaligen Weltmeisters Adrian Lewis und arbeitet für Sky Sports als Spotter. Hierbei arbeitete er zeitweise  mit seinem damaligen WM-Finalgegner Eric Bristow zusammen.
2022 war er Teilnehmer bei der ersten Auflage einer Seniorenweltmeisterschaft im Darts. Hierbei verlor er zum Auftakt gegen Larry Butler. Er nahm 2023 jedoch erneut teil und konnte in einer umkämpften Partie den Qualifikanten Mike Huntley mit 3:2 besiegen. Im Achtelfinale traf er daraufhin auf den aktuellen WDF-Weltmeister und verlor mit 0:3.
Anfang 2024 ging Keith Deller bei zwei WDF-Turnieren in Las Vegas an den Start, gewann aber nur zwei Spiele im Einzel.
Seit 2024 ist Deller Member of the Order of the British Empire (MBE).

## Weltmeisterschaftsresultate

### BDO
- 1983: Sieger (6:5-Sieg gegen  Eric Bristow) (Sätze)
- 1984: 1. Runde (1:2-Niederlage gegen  Nicky Virachkul)
- 1985: Viertelfinale (2:4-Niederlage gegen  John Lowe)
- 1986: 2. Runde (1:3-Niederlage gegen  Alan Glazier)
- 1987: 1. Runde (0:3-Niederlage gegen  Brian Cairns)
- 1988: 1. Runde (1:3-Niederlage gegen  John Lowe)

### PDC
- 1994: Gruppenphase (1:3-Niederlage gegen  Kevin Spiolek, 1:3-Niederlage gegen  Steve Brown)
- 1995: Gruppenphase (1:3-Niederlage gegen  Kevin Spiolek, 2:3-Niederlage gegen  Larry Butler)
- 1996: Viertelfinale (0:4-Niederlage gegen  Phil Taylor)
- 1997: Viertelfinale (1:5-Niederlage gegen  Phil Taylor)
- 1998: Halbfinale (1:5-Niederlage gegen  Dennis Priestley)
- 1999: 1. Runde (2:3-Niederlage gegen  Bob Anderson)
- 2000: 2. Runde (1:3-Niederlage gegen  John Lowe)
- 2001: Viertelfinale (0:4-Niederlage gegen  Phil Taylor)
- 2002: 1. Runde (3:4-Niederlage gegen  Rod Harrington)
- 2003: 2. Runde (3:4-Niederlage gegen  Richie Burnett)
- 2004: 4. Runde (2:4-Niederlage gegen  Peter Manley)
- 2005: 2. Runde (1:3-Niederlage gegen  Wayne Jones)

### WSDT
- 2022: Achtelfinale (2:3-Niederlage gegen  Larry Butler)
- 2023: Achtelfinale (0:3-Niederlage gegen  Neil Duff)
- 2024: 1. Runde (1:3-Niederlage gegen  Richie Burnett)

## Turnierergebnisse
| Turnier                             | 1983                       | 1984                       | 1985                       | 1986                       | 1987                       | 1988                       | ......                     | 1994                           | 1995                           | 1996                           | 1997                           | 1998                           | 1999                           | 2000                           | 2001                           | 2002                           | 2003                           | 2004                           | 2005                           | 2006                           | 2007                           | ......             | 2022                | 2023                | 2024                |
| ----------------------------------- | -------------------------- | -------------------------- | -------------------------- | -------------------------- | -------------------------- | -------------------------- | -------------------------- | ------------------------------ | ------------------------------ | ------------------------------ | ------------------------------ | ------------------------------ | ------------------------------ | ------------------------------ | ------------------------------ | ------------------------------ | ------------------------------ | ------------------------------ | ------------------------------ | ------------------------------ | ------------------------------ | ------------------ | ------------------- | ------------------- | ------------------- |
| BDO-Major-Turniere                  |                            |                            |                            |                            |                            |                            |                            |                                |                                |                                |                                |                                |                                |                                |                                |                                |                                |                                |                                |                                |                                |                    |                     |                     |                     |
| Weltmeisterschaft                   | S                          | 1R                         | VF                         | AF                         | 1R                         | 1R                         | n/q                        | nicht teilgenommen             | nicht teilgenommen             | nicht teilgenommen             | nicht teilgenommen             | nicht teilgenommen             | nicht teilgenommen             | nicht teilgenommen             | nicht teilgenommen             | nicht teilgenommen             | nicht teilgenommen             | nicht teilgenommen             | nicht teilgenommen             | nicht teilgenommen             | nicht teilgenommen             | nicht teilgenommen | Verband insolvent   | Verband insolvent   | Verband insolvent   |
| Butlins Grand Masters               | ?                          | n/t                        | VF                         | AF                         | nicht ausgetragen          | nicht ausgetragen          | nicht ausgetragen          | nicht ausgetragen              | nicht ausgetragen              | nicht ausgetragen              | nicht ausgetragen              | nicht ausgetragen              | nicht ausgetragen              | nicht ausgetragen              | nicht ausgetragen              | nicht ausgetragen              | nicht ausgetragen              | nicht ausgetragen              | nicht ausgetragen              | nicht ausgetragen              | nicht ausgetragen              | nicht ausgetragen  | Verband insolvent   | Verband insolvent   | Verband insolvent   |
| World Matchplay                     | n/a                        | VF                         | AF                         | AF                         | HF                         | AF                         | nicht ausgetragen          | nicht ausgetragen              | nicht ausgetragen              | nicht ausgetragen              | nicht ausgetragen              | nicht ausgetragen              | nicht ausgetragen              | nicht ausgetragen              | nicht ausgetragen              | nicht ausgetragen              | nicht ausgetragen              | nicht ausgetragen              | nicht ausgetragen              | nicht ausgetragen              | nicht ausgetragen              | nicht ausgetragen  | Verband insolvent   | Verband insolvent   | Verband insolvent   |
| British Professional                | 1R                         | AF                         | AF                         | HF                         | S                          | VF                         | nicht ausgetragen          | nicht ausgetragen              | nicht ausgetragen              | nicht ausgetragen              | nicht ausgetragen              | nicht ausgetragen              | nicht ausgetragen              | nicht ausgetragen              | nicht ausgetragen              | nicht ausgetragen              | nicht ausgetragen              | nicht ausgetragen              | nicht ausgetragen              | nicht ausgetragen              | nicht ausgetragen              | nicht ausgetragen  | Verband insolvent   | Verband insolvent   | Verband insolvent   |
| British Matchplay                   | F                          | kein Major-Turnier         | kein Major-Turnier         | kein Major-Turnier         | kein Major-Turnier         | kein Major-Turnier         | kein Major-Turnier         | kein Major-Turnier             | kein Major-Turnier             | kein Major-Turnier             | kein Major-Turnier             | kein Major-Turnier             | nicht ausgetragen              | nicht ausgetragen              | nicht ausgetragen              | nicht ausgetragen              | nicht ausgetragen              | nicht ausgetragen              | nicht ausgetragen              | nicht ausgetragen              | nicht ausgetragen              | nicht ausgetragen  | Verband insolvent   | Verband insolvent   | Verband insolvent   |
| World Masters                       | AF                         | F                          | 3R                         | 3R                         | 3R                         | 2R                         | nicht teilgenommen         | nicht teilgenommen             | nicht teilgenommen             | nicht teilgenommen             | nicht teilgenommen             | nicht teilgenommen             | nicht teilgenommen             | nicht teilgenommen             | nicht teilgenommen             | nicht teilgenommen             | nicht teilgenommen             | nicht teilgenommen             | nicht teilgenommen             | nicht teilgenommen             | nicht teilgenommen             | nicht teilgenommen | Verband insolvent   | Verband insolvent   | Verband insolvent   |
| WDF-Platin-/Major-Turniere          |                            |                            |                            |                            |                            |                            |                            |                                |                                |                                |                                |                                |                                |                                |                                |                                |                                |                                |                                |                                |                                |                    |                     |                     |                     |
| WDF World Cup                       | VF                         | n/a                        | n/t                        | n/a                        | n/t                        | n/a                        | n/t                        | n/a                            | n/t                            | n/a                            | n/t                            | n/a                            | n/t                            | n/a                            | n/t                            | n/a                            | n/t                            | n/a                            | n/t                            | n/a                            | n/t                            | n/t                | n/a                 | n/t                 | n/a                 |
| PDC-Ranking-Turniere                |                            |                            |                            |                            |                            |                            |                            |                                |                                |                                |                                |                                |                                |                                |                                |                                |                                |                                |                                |                                |                                |                    |                     |                     |                     |
| Weltmeisterschaft                   | nicht ausgetragen          | nicht ausgetragen          | nicht ausgetragen          | nicht ausgetragen          | nicht ausgetragen          | nicht ausgetragen          | nicht ausgetragen          | GP                             | GP                             | VF                             | VF                             | HF                             | 1R                             | AF                             | VF                             | 1R                             | 2R                             | AF                             | 2R                             | nicht qualifiziert             | nicht qualifiziert             | nicht qualifiziert | n/t                 | n/t                 | n/t                 |
| UK Open                             | nicht ausgetragen          | nicht ausgetragen          | nicht ausgetragen          | nicht ausgetragen          | nicht ausgetragen          | nicht ausgetragen          | nicht ausgetragen          | nicht ausgetragen              | nicht ausgetragen              | nicht ausgetragen              | nicht ausgetragen              | nicht ausgetragen              | nicht ausgetragen              | nicht ausgetragen              | nicht ausgetragen              | nicht ausgetragen              | 3R                             | 2R                             | 3R                             | 4R                             | 3R                             | n/q                | n/t                 | n/t                 | n/t                 |
| World Matchplay                     | nicht ausgetragen          | nicht ausgetragen          | nicht ausgetragen          | nicht ausgetragen          | nicht ausgetragen          | nicht ausgetragen          | nicht ausgetragen          | AF                             | VF                             | 1R                             | 1R                             | HF                             | 1R                             | 1R                             | 1R                             | VF                             | AF                             | 1R                             | 1R                             | n/q                            | n/q                            | nicht teilgenommen | nicht teilgenommen  | nicht teilgenommen  | nicht teilgenommen  |
| World Grand Prix                    | nicht ausgetragen          | nicht ausgetragen          | nicht ausgetragen          | nicht ausgetragen          | nicht ausgetragen          | nicht ausgetragen          | nicht ausgetragen          | nicht ausgetragen              | nicht ausgetragen              | nicht ausgetragen              | nicht ausgetragen              | 1R                             | VF                             | AF                             | AF                             | 1R                             | AF                             | nicht qualifiziert             | nicht qualifiziert             | nicht qualifiziert             | nicht qualifiziert             | nicht teilgenommen | nicht teilgenommen  | nicht teilgenommen  | nicht teilgenommen  |
| WSDT-Major-Turniere (Senioren-Tour) |                            |                            |                            |                            |                            |                            |                            |                                |                                |                                |                                |                                |                                |                                |                                |                                |                                |                                |                                |                                |                                |                    |                     |                     |                     |
| Weltmeisterschaft                   | nicht ausgetragen          | nicht ausgetragen          | nicht ausgetragen          | nicht ausgetragen          | nicht ausgetragen          | nicht ausgetragen          | nicht ausgetragen          | nicht ausgetragen              | nicht ausgetragen              | nicht ausgetragen              | nicht ausgetragen              | nicht ausgetragen              | nicht ausgetragen              | nicht ausgetragen              | nicht ausgetragen              | nicht ausgetragen              | nicht ausgetragen              | nicht ausgetragen              | nicht ausgetragen              | nicht ausgetragen              | nicht ausgetragen              | nicht ausgetragen  | AF                  | AF                  | 1R                  |
| World Matchplay                     | nicht ausgetragen          | nicht ausgetragen          | nicht ausgetragen          | nicht ausgetragen          | nicht ausgetragen          | nicht ausgetragen          | nicht ausgetragen          | nicht ausgetragen              | nicht ausgetragen              | nicht ausgetragen              | nicht ausgetragen              | nicht ausgetragen              | nicht ausgetragen              | nicht ausgetragen              | nicht ausgetragen              | nicht ausgetragen              | nicht ausgetragen              | nicht ausgetragen              | nicht ausgetragen              | nicht ausgetragen              | nicht ausgetragen              | nicht ausgetragen  | 1R                  | n/t                 | n/t                 |
| World Masters                       | nicht ausgetragen          | nicht ausgetragen          | nicht ausgetragen          | nicht ausgetragen          | nicht ausgetragen          | nicht ausgetragen          | nicht ausgetragen          | nicht ausgetragen              | nicht ausgetragen              | nicht ausgetragen              | nicht ausgetragen              | nicht ausgetragen              | nicht ausgetragen              | nicht ausgetragen              | nicht ausgetragen              | nicht ausgetragen              | nicht ausgetragen              | nicht ausgetragen              | nicht ausgetragen              | nicht ausgetragen              | nicht ausgetragen              | nicht ausgetragen  | VF                  | n/t                 | n/t                 |
| Karrierestatistiken                 |                            |                            |                            |                            |                            |                            |                            |                                |                                |                                |                                |                                |                                |                                |                                |                                |                                |                                |                                |                                |                                |                    |                     |                     |                     |
| Jahresendplatzierung                | 6                          | ?                          | 5                          | 8                          | unbekannt                  | unbekannt                  | unbekannt                  | unbekannt                      | unbekannt                      | 7                              | 6                              | 6                              | unbekannt                      | unbekannt                      | unbekannt                      | unbekannt                      | unbekannt                      | unbekannt                      | unbekannt                      | unbekannt                      | unbekannt                      | –                  | unbekannt           | unbekannt           | unbekannt           |
| Verband                             | British Darts Organisation | British Darts Organisation | British Darts Organisation | British Darts Organisation | British Darts Organisation | British Darts Organisation | British Darts Organisation | Professional Darts Corporation | Professional Darts Corporation | Professional Darts Corporation | Professional Darts Corporation | Professional Darts Corporation | Professional Darts Corporation | Professional Darts Corporation | Professional Darts Corporation | Professional Darts Corporation | Professional Darts Corporation | Professional Darts Corporation | Professional Darts Corporation | Professional Darts Corporation | Professional Darts Corporation | –                  | World Seniors Darts | World Seniors Darts | World Seniors Darts |

| Legende zu den Turnierergebnissen | Legende zu den Turnierergebnissen | Legende zu den Turnierergebnissen | Legende zu den Turnierergebnissen | Legende zu den Turnierergebnissen | Legende zu den Turnierergebnissen | Legende zu den Turnierergebnissen | Legende zu den Turnierergebnissen | Legende zu den Turnierergebnissen | Legende zu den Turnierergebnissen |
| --------------------------------- | --------------------------------- | --------------------------------- | --------------------------------- | --------------------------------- | --------------------------------- | --------------------------------- | --------------------------------- | --------------------------------- | --------------------------------- |
| n/t                               | nicht teilgenommen                | n/q                               | nicht qualifiziert                | n/a                               | nicht ausgetragen                 | #R                                | Aus in jeweiliger Runde           | GP                                | Aus in der Gruppenphase           |
| AF                                | Achtelfinalist                    | VF                                | Viertelfinalist                   | HF                                | Halbfinalist                      | F                                 | Turnierfinalist                   | S                                 | Turniersieger                     |